# Chapelle funéraire de la famille Le Cosquinot
La chapelle funéraire de la famille Le Cosquinot est une chapelle située à Ancy-le-Franc, en France.

## Localisation
La chapelle est située dans le département français de l'Yonne, sur la commune d'Ancy-le-Franc.

## Historique
L'édifice est inscrit au titre des monuments historiques en 1925.